# صلح پراگ (۱۸۶۶)
صلح پراگ پیمان صلحی در ۲۳ اوت ۱۸۶۶ در شهر پراگ بود که به جنگ اتریش و پروس خاتمه داد. در این پیمان، نسبت به امپراتوری اتریش به نرمی رفتار شد؛ زیرا، اتو فون بیسمارک، ویلهلم اول را راضی ساخت که این رفتار خوب برای آینده روابط دو کشور مفید خواهد بود. امپراتوری اتریش فقط منطقه ونتی را از دست داد که آن را به ناپلئون سوم واگذار کرد که او نیز، آن را به پادشاهی ایتالیا داد. امپراتوری اتریش ترجیح داد ونتی را مستقیماً به پادشاهی ایتالیا ندهد؛ زیرا، دو کشور طی جنگ با هم برخورد و تنش‌های نظامی داشتند. با این پیمان صلح، پادشاهی پروس خود را به عنوان تنها قدرت بزرگ میان دولت‌های آلمانی مطرح کرد. همچنین، کنفدراسیون آلمان منحل و با پیوستن ایالات شمالی آلمان به هم، کنفدراسیون آلمان شمالی تأسیس شد.